# Hipocótilo

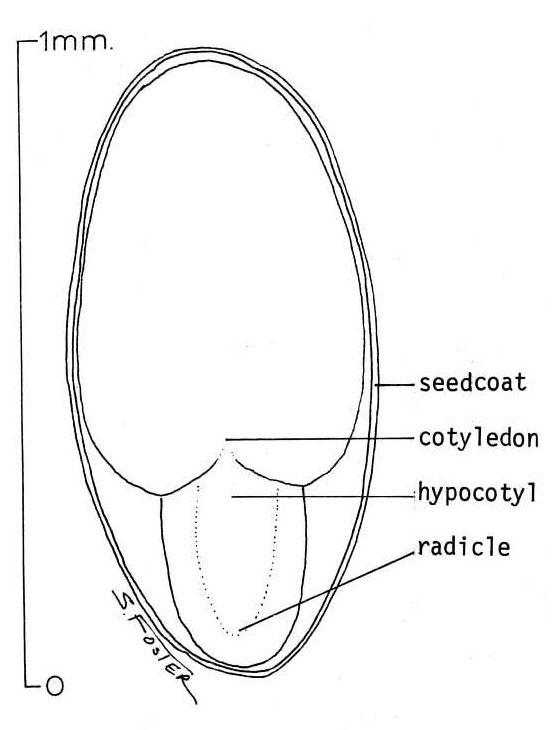
De arriba abajo:
1.Cubierta
2.Cotiledón
3.Hipocótilo
4.Radícula.

Hipocótilo es el término botánico usado para referirse a una parte de la planta que germina de una semilla. Es el tallo de la plántula, presente en la semilla, entre los cotiledones y la radícula.
Cuando se produce la embriogénesis, a medida que el embrión crece durante la germinación, envía un brote (la radícula), que se convertirá en la raíz primaria al penetrar el suelo. Tras la salida de la radícula, el hipocótilo emerge elevando el ápice de la plántula (y normalmente también la envoltura de la semilla) sobre el nivel del suelo, llevando las hojas embrionarias (llamadas "cotiledones") y la "plúmula", que da origen a las primeras hojas verdaderas. El hipocótilo es el primer órgano de expansión de la plántula, y se desarrolla hasta formar su tallo.